# Anglico de Grimoard
Anglico de Grimoard, (in francese Anglic de Grimoard) detto anche Angelico (Grizac, 1315/1320 – Avignone, 14 aprile 1388), è stato un cardinale francese, vescovo di Avignone, cardinale con il titolo di San Pietro in Vincoli, decano del collegio dei cardinali dal 1373 al 1388.

## Biografia

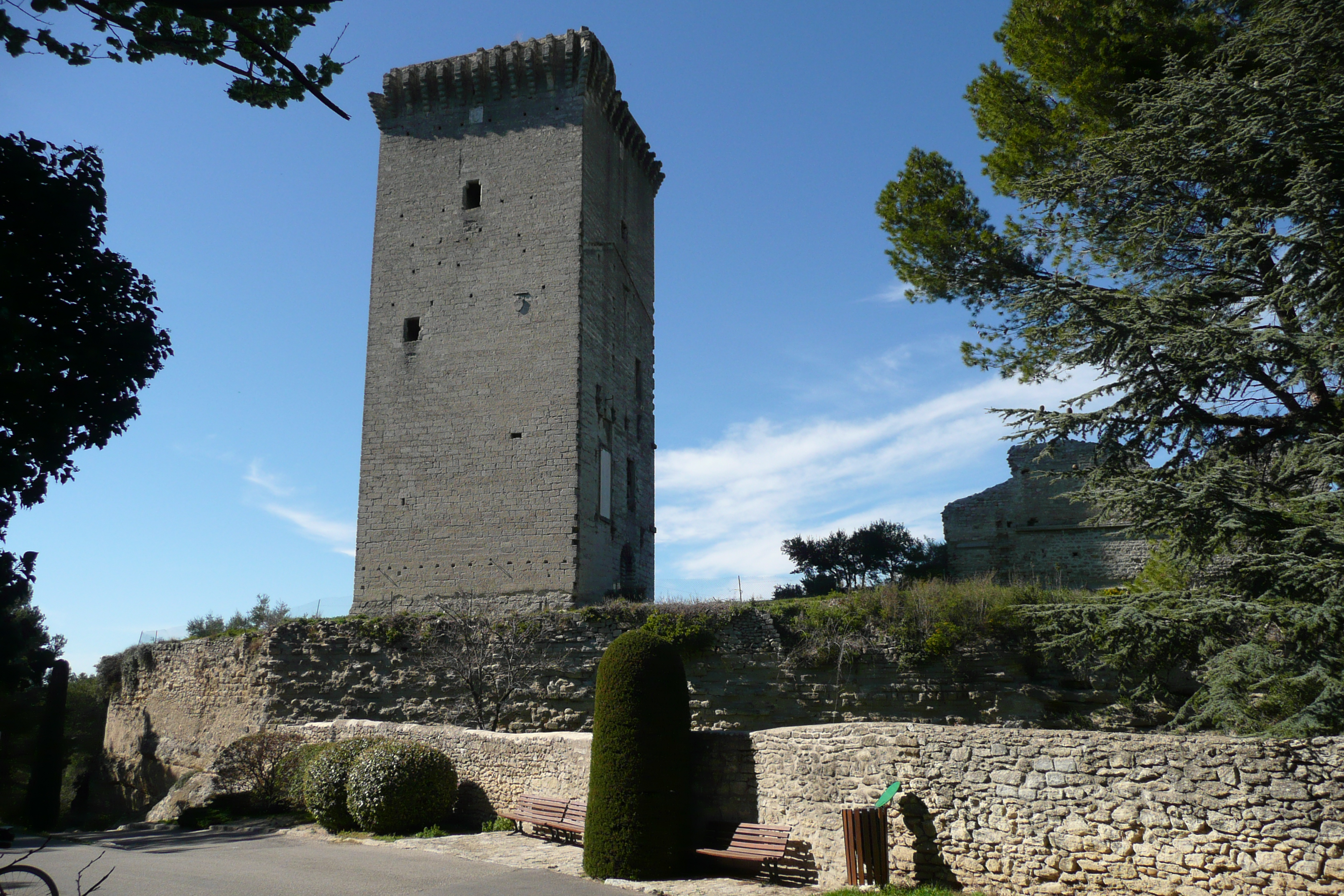
La Torre Anglica a Barbentane (Delta del Rodano).

Figlio di Guglielmo II de Grimoard e di Amphélise de Montferrand, Anglico era quindi fratello di Guglielmo de Grimoard, salito al soglio pontificio con il nome di Urbano V.
Mentre il fratello diventava benedettino presso il Monastero di Chirac, Anglico fu collocato presso i Canonici Regolari di Sant'Agostino di San Rufo a Valence. Protetto dalla casa di Aigrefeuille, una famiglia limosina imparentata con Papa Clemente VI, Anglico fu nominato Sindaco della Sacra Rota da Innocenzo VI nel 1357, e l'anno successivo divenne priore di S. Pietro di Dié.
Nel 1362 il fratello fu eletto papa con il nome di Urbano V, e il 12 dicembre dello stesso anno Anglico ottenne la nomina a vescovo di Avignone. Anglico ricolmò di benefici l'abbazia di Saint-Ruf di Avignone. Nel corso dell'anno 1363, i Tard-Venus, i mercenari rimasti senza soldo poiché una tregua aveva interrotto la guerra dei Cent'anni, discesero armati la valle del Rodano, minacciando Avignone. Anglico, in qualità di Vicario generale, fece allora costruire una torre di avvistamento a Barbentane, che fu poi denominata "Torre Anglica".
Il papa incaricò inoltre il fratello di inviare, entro due mesi, alla Camera Apostolica le decime concesse al Re di Francia Giovanni II per una crociata, alla quale avrebbe dovuto partecipare con il re di Cipro, Pietro I di Lusignano. Diventato decano del capitolo della cattedrale di York nel 1366, nello stesso anno, il 18 settembre Anglico ricevette dal fratello papa il cappello cardinalizio di San Pietro in Vincoli, nel concistoro tenutosi ad Avignone. Un anno dopo, Urbano V gli concesse il titolo di cardinale-vescovo di Albano.

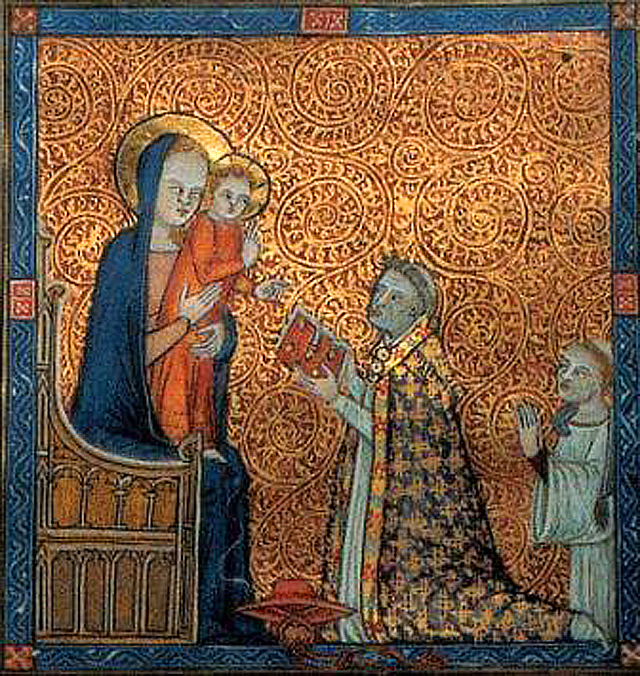
Miniatura con Anglico ai piedi della Vergine.

Fu legato pontificio presso il re di Castiglia Pietro I. Successivamente fu inviato in Italia, nello Stato Pontificio, sempre come legato papale. Si stabilì a Bologna, la seconda città dello Stato, dal marzo 1368 a luglio 1371. Durante questo periodo, nel dicembre 1370, morì il fratello. Il suo successore fu un altro francese, Pierre Roger de Beaufort (Gregorio XI). Salendo alla cattedra di Pietro lasciò la carica di arciprete della Basilica di San Giovanni in Laterano, che fu assunta dal Grimoard.
Il ritorno del papato a Roma, voluto da Urbano V, non fu ben accetto da tutti: nel mese di aprile 1368, Bernabò Visconti, signore di Milano, e Cansignorio della Scala, signore di Verona, invasero il Ducato di Mantova, minacciando da vicino i territori pontifici. Allo stesso tempo, l'imperatore del Sacro Romano Impero, Carlo IV, discese nella penisola, ufficialmente per incontrare Sua Santità. Il Papa sperava che l'imperatore prendesse il comando della crociata da lui promossa contro i Visconti. Il 12 giugno, Carlo IV giunse a Ficarolo (centro abitato sul Po al confine tra Ferrarese e Mantovano) dove fu raggiunto dal cardinale Anglico a capo delle truppe pontificie e poi da quelle di Giovanna I, Regina di Napoli. Ma il 27 agosto 1368 l'imperatore Carlo IV concluse una tregua coi Visconti, sciogliendo il caso milanese. Il cardinale Grimoard raggiunse il fratello a Montefiascone, in Lazio.
Concluso il periodo "bolognese", al momento di passare le consegne al suo successore, Anglico nel 1371 consegnò un censimento accurato con vaste informazioni circa le città e le popolazioni dei territori di sua competenza: una Descriptio civitatis Bononiensis eiusque comitatus, ed una Descriptio provinciæ Romandiolæ (che reca la data del 9 ottobre 1371); in quest'ultima fu censito, con riferimento ad ogni comitatus, civitas, castrum, villa, ecc., il territorio romagnolo fino al confine col Ducato di Ferrara.
Tornato ad Avignone nel 1372, il cardinale Grimoard prese sotto la sua protezione due conventi di monache, dove erano stati commessi rapine e stupri dai mercenari del Tard-Venus. Nel 1373 fece erigere per sant'Elzearo da Sabrano, conte di Ariano e padrino di suo fratello maggiore, uno splendido mausoleo nel convento dei Cordeliers di Apt.
Divenuto Decano del collegio cardinalizio nel novembre 1373, non partecipò però ad alcun conclave.
Il 6 maggio 1376, in previsione della partenza di papa Gregorio XI per Roma, concesse la gabella dei vini di Avignone a Giovanni Baroncelli.
Dopo lo Scisma d'Occidente nel 1378, si mise al servizio dell'antipapa Clemente VII. Nel 1379, dopo la rivolta di Montpellier contro la rapacità di Luigi d'Angiò, fu a capo della delegazione diplomatica inviata da Clemente VII. La sua ultima missione fu legata al finanziamento dei lavori di fortificazione di Carpentras.
Fece testamento l'11 aprile 1388 e morì ad Avignone tre giorni dopo. Fu sepolto nell'Abbazia di Saint-Ruf di Valence.

## Genealogia episcopale e successione apostolica
La genealogia episcopale è:
- Cardinale Andouin Aubert
- Papa Urbano V
- Cardinale Anglico de Grimoard, C.R.S.A.

La successione apostolica è:
- Vescovo Jacques Artaud (1364)
- Arcivescovo Fernando Álvarez de Albornoz (1369)
- Vescovo Bernard d'Aigrefeuille, O.S.B. (1376)
- Pseudocardinale Jean Flandrin (1379)